# Naturschutzgebiet Mühlenfließ-Sägebach

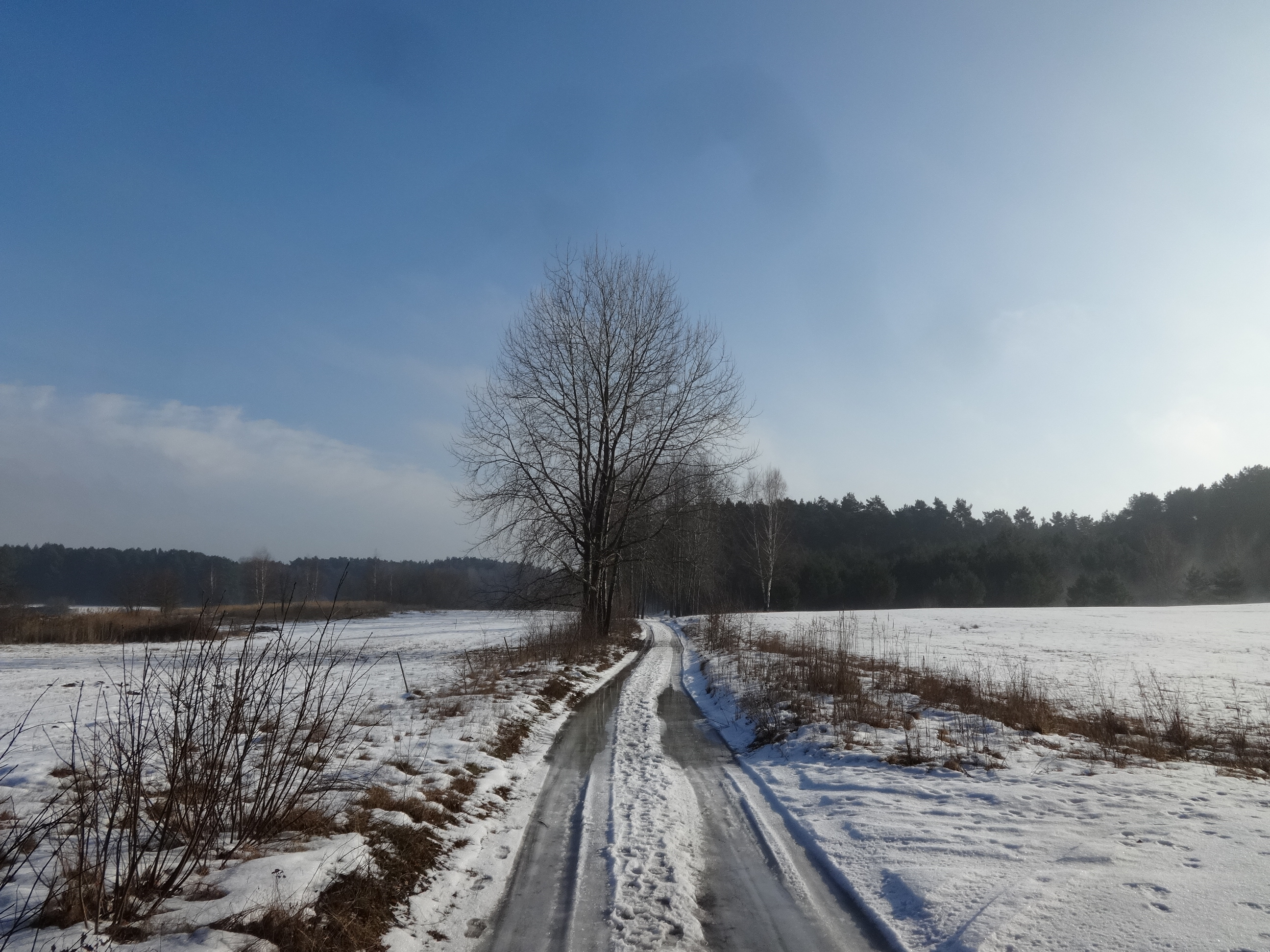
Blick ins NSG

Das Naturschutzgebiet Mühlenfließ-Sägebach ist ein 163,23 Hektar großes Naturschutzgebiet in Teupitz im Landkreis Dahme-Spreewald in Brandenburg.

## Lage und Geschichte
Das Naturschutzgebiet liegt auf der Gemarkung der Teupitzer Ortsteile Tornow und Neuendorf und erstreckt sich vom Teupitzer See in südlicher Richtung zum Tornower See, wo es an das Naturschutzgebiet Briesensee und Klingeberg angrenzt. Es wurde am 13. Februar 1998 unter Schutz gestellt. Durch das Gebiet durchfließt im westlichen Bereich der Mittelmühlengraben und mittig in Süd-Nord-Richtung der Hohe Mühlengraben. Von Osten läuft der Fuchsgraben zu. Die Landstraße 74 durchquert das Naturschutzgebiet und verbindet die Ortsteile Egsdorf bzw. Neuendorf mit dem Stadtzentrum.
Während die Region im Wesentlichen im Laufe der letzten Eiszeit geformt wurde, befinden sich im Schutzgebiet einige Kaltwasserteiche, die vor 1775 künstlich für die Zucht von Forellen angelegt wurden. Kaltes, sauerstoffreiches Quellwasser speiste diese Teiche und ermöglichte so die Fischzucht. Nachdem das Wasser am Anfang des 20. Jahrhunderts abgelassen worden war, entstand an den Teichrändern ein kalkreiches Moor, das mittels Entwässerungsgräben trockengelegt wurde. Nach der Wende lagen die Moore brach und verlandeten. Die Naturschutzgruppe Teupitzer Seengebiet des NABU setzt sich seit Mai 1990 für die Erhaltung der Niedermoore ein.

## Flora und Fauna
Die Unterschutzstellung hat insbesondere das Ziel, den „Standort seltener, in ihrem Bestand bedrohter wild wachsender Pflanzengesellschaften, insbesondere der teilweise vorhandenen, weitgehend intakten Schwimmblattgesellschaften, der Erlenbrüche, Mischwaldbestände, Feuchtwiesen und Trockenrasen“ zu schützen, als auch den „Lebensraum bestandsbedrohter Tierarten, insbesondere als Brut- und Nahrungsgebiet für zahlreiche Kleinvogelarten, als Rückzugsgebiet für bestandsbedrohte Lurche und Reptilien sowie für aquatische Insekten- und semiaquatische Säugetierarten“ sicherzustellen und „aus ökologischen Gründen wegen der Bedeutung des Gebietes im Rahmen des regionalen Fließgewässer-Biotopverbundes und zum Erhalt des ökologisch besonders wertvollen Quellbereiches und des Bachoberlaufes.“.
In den flachen Gräben gedeihen unter anderem die Argentinische Wasserpest und der Callitricho-Batrachion. Dort haben der Biber, der Fischotter sowie die Große Moosjungfer, aber auch der Große Feuerfalter ihren Lebensraum. Die Freiflächen bestehen in den kalkreichen Regionen aus Streuwiesen, bei torfigen und schluffigen Böden aus Feuchtwiesen. Sie wechseln sich mit mageren Flachland-Mähwiesen und kalkreichen Niedermooren ab. In den feuchten Gebieten wachsen die Schwarz-Erle und die Gemeine Esche.

## Erschließung
Das Naturschutzgebiet kann von der Landstraße 74 aus über die Ortsteile Neuendorf und Tornow betreten werden. Ein Rundwanderweg führt auf einer ausgewiesenen Strecke vom Briesensee über Neuendorf bis nach Teupitz (Markierung gelber Kreis auf weißem Grund).